# Darioush Mohammadi
Darioush Mohammadi (in persiano داريوش محمدی‎; Abadan, 5 gennaio 1950) è un pallanuotista iraniano, che ha partecipato alle Olimpiadi di Montréal 1976.
Oltre al torneo olimpico del 1976, ha gareggiato ai Giochi asiatici del 1974, vincendo una medaglia d'oro.